# 柠檬酸钙
柠檬酸钙是柠檬酸的钙盐。它是一种常见的食物添加剂（E333(iii)），其常用作钙營養补充剂。钙元素占柠檬酸钙的质量的21%。

## 性质
柠檬酸钙是一种无臭的白色粉末，微溶于水。

## 生产
柠檬酸钙是工业生产柠檬酸过程的一个中间体，它在发酵工程中从柠檬酸中分离出来。在柠檬酸发酵过程中使用氢氧化钙中和，会沉淀出难溶的柠檬酸钙。将其从液体中过滤出来，清洗后可得到纯净的柠檬酸钙。
产出的柠檬酸钙可供出售，或可通过稀硫酸将其转化为柠檬酸。
當做為營養添加劑用途時會再將食品級的檸檬酸與碳酸鈣(或其他鈣鹽)合成高純度的檸檬酸鈣。

## 生物学意义
在部分研究中，柠檬酸钙的生物利用度和碳酸钙相等。然而碳酸鈣的鹽基-碳酸，會易與其他離子產生沉澱，有些人食用碳酸鈣鈣片會容易便秘，可能是胃酸分泌不足所導致，這時會建議使用檸檬酸鈣，因為檸檬酸本身為不易沉澱的鹽基。另外，碳酸也會在酸性環境中產生二氧化碳，這也是有些人服用碳酸鈣片會胃脹氣、打嗝，檸檬酸鈣和碳酸钙不同，柠檬酸钙不会受胃酸影响。对抗酸剂敏感或难以产生足够胃酸的人应该使用柠檬酸钙代替碳酸钙。在2009年的一项关于胃绕道手术后钙吸收的研究中，对于在空肠Roux-en-Y胃绕道手术后以柠檬酸钙作为膳食补充剂的病人，相对于碳酸钙，柠檬酸钙可能提高了生物利用度。这主要是由于这些人消化道中钙的吸收发生了相关变化。